# Plaaginsect

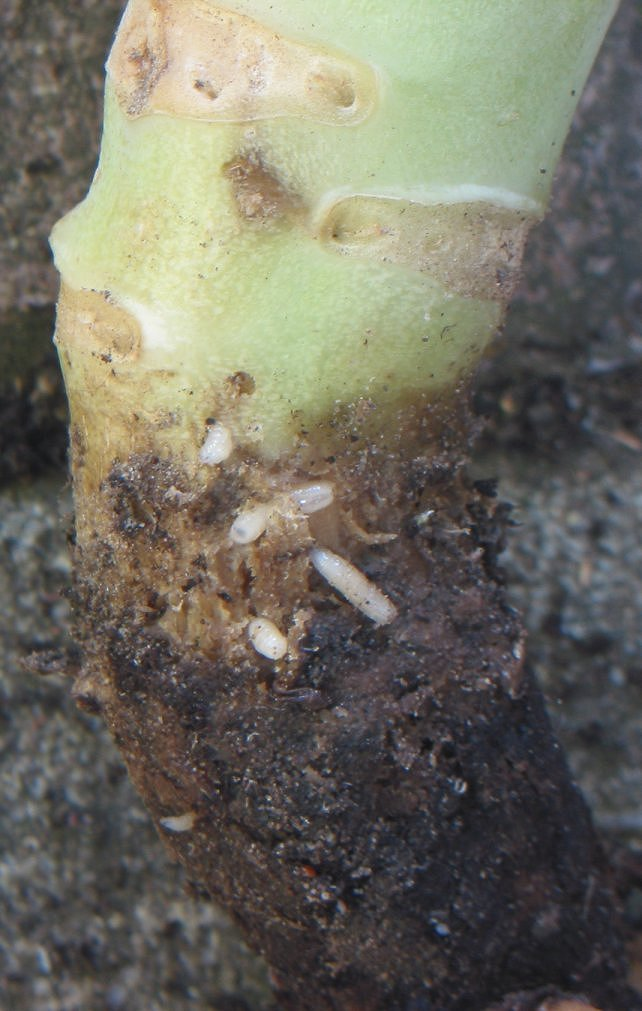
Koolvlieg Delia brassicae

Een plaaginsect is een insect dat schadelijk of lastig is voor de mens, of minstens ongewenst. Het betreft zowel directe schade door ziektes op de mens over te brengen  als indirecte schade, door bijvoorbeeld voor consumptie bestemde gewassen of dieren op te eten, te besmetten met ziektes, te bevuilen, te beschadigen of aanwezig te zijn op eetbare gewassen en siergewassen. Sommige geleedpotigen die niet tot de taxonomische klasse der insecten behoren worden ook wel als plaaginsecten aangeduid, bijvoorbeeld mijten en teken. 

## Groepen
Plaaginsecten komen uit de meest uiteenlopende groepen, de bekendste zijn de verspreiders van ziekteverwekkers, zoals sommige soorten muggen, vlooien en vliegen, malariamuggen, de rattenvlo en de tseetseevlieg. Deze insecten brengen verschillende vectorziekten over, het betreffende insect wordt dan de vector van de betreffende ziekte genoemd. Voorbeelden zijn westnijlkoorts, knokkelkoorts, slaapziekte en malaria.
Bekende planteneters zijn de beruchte treksprinkhanen, rupsen (larven van vlinders), bladluizen en kevers. Van die laatste groep betreft het vaak alleen de larven, de kevers zelf richten relatief weinig schade aan omdat ze niet meer snel hoeven te groeien, in tegenstelling tot de larven. Dit geldt ook voor groepen als de bladmineerders, de larven van kleine, smalle vlinders. Veel 'mobiele' planteneters zijn naast hun eetgewoonten berucht door het verspreiden van uiteenlopende plantenziekten waarmee ze gewassen infecteren, doordat ze pathogene micro-organismen als schimmels, virussen of bacteriën met zich meedragen. De belangrijkste vectoren van ziekteverwekkers zijn bladluizen, sprinkhanen en cicaden.

## Schade
De omvang en het soort schade hangt af van het soort insect. Zo eten sprinkhanen alle groene plantendelen, larven van boktorren boren in hout. Ze tasten niet alleen levende, zieke of dode bomen aan, maar eten ook van belangrijke houtconstructies in huizen, meubels of kunstwerken. Bekend voor schade aan kleding is de klerenmot. De bladmineerders danken hun naam aan de gangen (mijnen) die ze in bladeren eten. Wantsen en leden van de bladluizen- en cicadenorde Hemiptera hebben meer puntige monddelen en zuigen sappen uit de plant. Voorbeelden zijn de witte vlieg, wollige dopluis, thripsen, melige koolluis en de schildluizen. Ook zijn er insecten, zoals galwespen die gallen maken, een soort eetkamer voor de larven. Deze ontstaan nadat het insect een ei heeft afgezet op een plant, en zijn vaak bolvormige verdikkingen die door de plant zelf worden aangemaakt. Galvormende insecten zijn vooral te vinden bij de vliegen en muggen (Diptera) en een aantal groepen wespen (Hymenoptera).
Andere insecten hebben het wel voorzien op planten, maar verkiezen dode planten. Dit soort insecten eet plantenvoorraden op als granen en maïs. Voorbeelden zijn kevers als de graanklander, de meeltor en buffaloworm, maar vooral de larven ervan. Andere insecten eten liefst dierlijk materiaal, en doen zich tegoed aan opgezette dierencollecties. Een berucht voorbeeld zijn de (larven van de) museumkever en tapijtkever.
Een land heeft een lijst van plaaginsecten die in dat land (nog) niet voorkomen, de zogenaamde quarantaineorganismen. Bij import van goederen gelden strenge quarantainemaatregelen en worden containers gegast. Ook worden vliegtuigen voordat ze landen in de lucht uitwendig ontsmet.

## Rol van natuurlijke vijanden
Vrijwel elke insectensoort heeft natuurlijke vijanden, die de populatie van een plaaginsect in toom houden. Dit zijn parasitoïden, predatoren en ziektes. Daardoor zijn lang niet alle schadelijke insecten ook daadwerkelijk plaaginsecten, en wordt er een natuurlijk evenwicht gehandhaafd. Zonder natuurlijke vijanden zou een onnoemelijk aantal insectensoorten economische schade kunnen aanrichten en tot de plaaginsecten gerekend moeten worden.

## Bestrijding

### Chemische bestrijding
Op het eerste gezicht ligt het voor de hand insectenplagen met insecticiden te bestrijden. Insecticiden zijn echter vaak schadelijk voor het milieu, inclusief de efficiënte natuurlijke vijanden van de te bestrijden plaaginsecten. Bovendien worden de plaaginsecten op den duur resistent voor de gebruikte chemische stof, waardoor er steeds meer van gebruikt moet worden. Verder lijdt de chemische bestrijding tot de vervuiling van grondwater, vergiftiging van andere diersoorten, zoals nuttige insecten, vogels en vissen. Residu's van bestrijdingsmiddelen kunnen daarnaast via het gewas door de mens geconsumeerd worden.

### Steriele-insecten-techniek
Een soms met succes toegepaste methode is de steriele-insecten-techniek. Met deze methode worden op grote schaal steriele mannetjes in het veld losgelaten. Door deze mannetjes bevruchte vrouwtjes brengen geen nakomelingen voort, waardoor de populatie in aantal afneemt.

### Geïntegreerde bestrijding
Tegenwoordig worden vaak veel maatregelen genomen waardoor chemische bestrijding zodanig kan worden teruggebracht dat de schade aan het milieu wordt beperkt. Dit geheel van maatregelen noemt men geïntegreerde bestrijding (in het Engels IPM: Integrated Pest Management). Deze bestrijdingsmethoden omvatten naast de chemische bestrijding onder andere: Biologische bestrijdingsmethode, inzetten van resistente gewassen, aanpassing van landbouwmethodes.

### Genetische modificatie
Veredelingsbedrijven hebben met behulp van genetische modificatie inmiddels een hele reeks genetisch gemodificeerde rassen gekweekt en op de markt gebracht. Zo zijn maïsrassen resistent gemaakt tegen de maïswortelboorder en katoen tegen de Boll-worm (Anthonomus grandis). 
Ook de malariamug is genetisch aangepast, waardoor deze geen malaria meer kan overbrengen. 
Of genetische gemodificeerde soorten en rassen op den duur geen schade opleveren voor het milieu, is niet aangetoond.